# Gerard Fullana Martínez
Gerard Fullana Martínez (Barcelona, 10 de febrer de 1981) és un polític, periodista i professor d'institut valencià, diputat a les Corts Valencianes en la XI Legislatura.
Llicenciat en periodisme per la Universitat Autònoma de Barcelona (2003) i doctor en Comunicació per la Universitat de València (2020), ha exercit el periodisme a Ràdio Televisió Espanyola i a la Cadena Ser-Ràdio Dénia. El 2004 s'incorpora a l'equip d'Escola Valenciana com a cap de comunicació i responsable del festival musical La Gira. De 2012 a 2015 va dirigir el digital TEA3 centrada en el sector de les arts escèniques valencianes. El 2021 va aconseguir la plaça de funcionari com a professor de secundària en l'especialitat de llengua valenciana.
Militant del Bloc Nacionalista Valencià (BLOC), Fullana és elegit regidor de Xaló a les eleccions de 2011, moment en què Compromís, coalició on s'integra el BLOC, aconsegueix l'alcaldia i la revalida successivament en les eleccions de 2015 i 2019, períodes en què Fullana és regidor. A més a més, Fullana és triat diputat provincial i portaveu de Compromís a la Diputació d'Alacant per als períodes 2015-2019 i 2019-2023. El 2023 dóna el salt a les Corts Valencianes.